# Nagari Bukit Bais
Nagari Bukit Bais is een bestuurslaag in het regentschap Solok van de provincie West-Sumatra, Indonesië. Nagari Bukit Bais telt 609 inwoners (volkstelling 2010).